# هوارد هايات
هوارد هايات (بالإنجليزية: Howard Hiatt)‏ هو عالم أمريكي، ولد في 1925.